# Las Herencias
Las Herencias é um município da Espanha na província de Toledo, comunidade autónoma de Castilla-La Mancha, de área 91 km² com população de 759 habitantes (2006) e densidade populacional de 8,11 hab/km².

## Demografia
| Variação demográfica do município entre 1991 e 2004 | Variação demográfica do município entre 1991 e 2004 | Variação demográfica do município entre 1991 e 2004 | Variação demográfica do município entre 1991 e 2004 |
| --------------------------------------------------- | --------------------------------------------------- | --------------------------------------------------- | --------------------------------------------------- |
| 1991                                                | 1996                                                | 2001                                                | 2004                                                |
| 731                                                 | 727                                                 | 709                                                 | 735                                                 |